# العلاقات الأوزبكستانية الباربادوسية
العلاقات الأوزبكستانية الباربادوسية هي العلاقات الثنائية التي تجمع بين أوزبكستان وباربادوس.

## مقارنة بين البلدين
هذه مقارنة عامة ومرجعية للدولتين:
| وجه المقارنة                                              | أوزبكستان       | باربادوس       |
| --------------------------------------------------------- | --------------- | -------------- |
| المساحة (كم2)                                             | 448.98 ألف      | 439            |
| عدد السكان (نسمة)                                         | 32.39 مليون     | 285.72 ألف     |
| الكثافة السكانية (ن./كم²)                                 | 72.14           | 65.08 ألف      |
| العاصمة                                                   | طشقند           | بريدج تاون     |
| اللغة الرسمية                                             | اللغة الأوزبكية | لغة إنجليزية   |
| العملة                                                    | سوم أوزبكستاني  | دولار بربادوسي |
| الناتج المحلي الإجمالي (بليون دولار)                      | 48.72 مليار     | 4.80 مليار     |
| الناتج المحلي الإجمالي (تعادل القوة الشرائية) بليون دولار | 190.50 مليار    | 4.66 مليار     |
| الناتج المحلي الإجمالي الاسمي للفرد دولار أمريكي          | 2.13 ألف        | 15.43 ألف      |
| الناتج المحلي الإجمالي للفرد دولار أمريكي                 | 5.57 ألف        | 16.06 ألف      |
| مؤشر التنمية البشرية                                      | 0.675           | 0.795          |
| رمز المكالمات الدولي                                      | +998            | +1246          |
| رمز الإنترنت                                              | .uz             | .bb            |
| المنطقة الزمنية                                           | ت ع م+05:00     | 00             |

## منظمات دولية مشتركة
يشترك البلدان في عضوية مجموعة من المنظمات الدولية، منها:
| علم المنظمة | اسم المنظمة                               | تاريخ انضمام أوزبكستان | تاريخ انضمام باربادوس |
| ----------- | ----------------------------------------- | ---------------------- | --------------------- |
|             | مؤسسة التنمية الدولية                     | 24 سبتمبر 1992         | 29 سبتمبر 1999        |
|             | يونسكو                                    | 26 أكتوبر 1993         | 24 أكتوبر 1968        |
|             | وكالة ضمان الاستثمار متعدد الأطراف        | 4 نوفمبر 1993          | 12 أبريل 1988         |
|             | الأمم المتحدة                             | 2 مارس 1992            | 9 ديسمبر 1966         |
|             | الاتحاد البريدي العالمي                   | ?                      | ?                     |
|             | البنك الدولي للإنشاء والتعمير             | 21 سبتمبر 1992         | 12 سبتمبر 1974        |
|             | الاتحاد الدولي للاتصالات                  | 10 يوليو 1992          | 16 أغسطس 1967         |
|             | منظمة حظر الأسلحة الكيميائية              | ?                      | ?                     |
|             | مؤسسة التمويل الدولية                     | 30 سبتمبر 1993         | 25 يونيو 1980         |
|             | المركز الدولي لتسوية المنازعات الاستشارية | 25 أغسطس 1995          | 1 ديسمبر 1983         |
|             | منظمة الشرطة الجنائية الدولية             | ?                      | ?                     |

## وصلات خارجية
- موقع وزارة الخارجية الأوزبكستانية
- موقع وزارة الخارجية الباربادوسية